# Philodina inopinata
Philodina inopinata är en hjuldjursart som beskrevs av Colin Milne 1916. Philodina inopinata ingår i släktet Philodina och familjen Philodinidae. Inga underarter finns listade i Catalogue of Life.